# Isoplatoides pulcher
Isoplatoides pulcher är en stekelart som först beskrevs av Girault och Alan Parkhurst Dodd 1915.  Isoplatoides pulcher ingår i släktet Isoplatoides och familjen puppglanssteklar. Inga underarter finns listade i Catalogue of Life.